# Pfarrkirche Stattersdorf

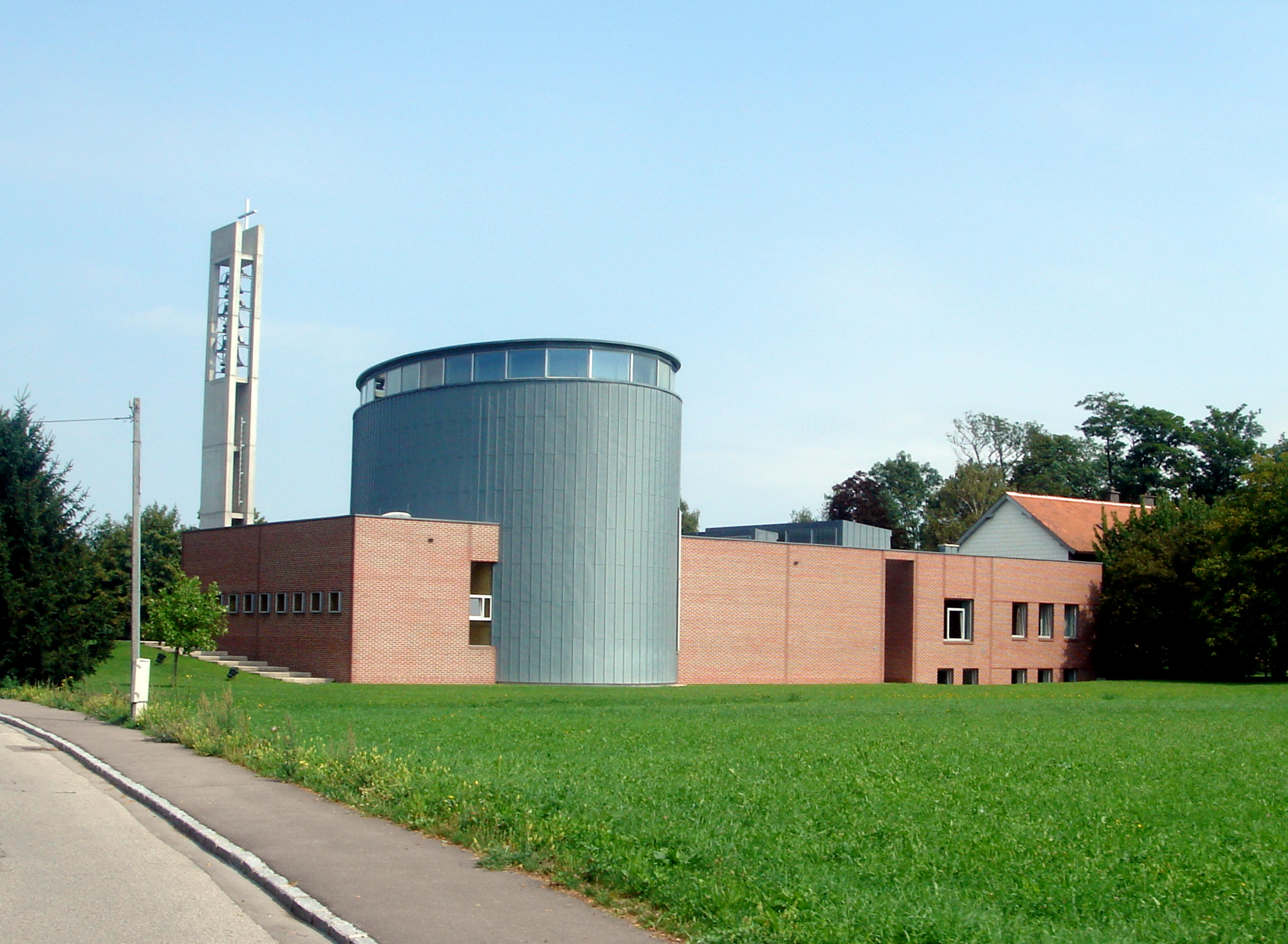
Katholische Pfarrkirche Auferstehung Christi in Stattersdorf

Die römisch-katholische Pfarrkirche Stattersdorf, nach dem Jahr der Weihe auch Millenniumskirche genannt, steht im Stadtteil Stattersdorf der Statutarstadt St. Pölten in Niederösterreich. Die dem Patrozinium Auferstehung Christi unterstellte Pfarrkirche gehört zum Dekanat St. Pölten in der Diözese St. Pölten.

## Geschichte
Nach ersten Gesprächen 1995 über einen Kirchenneubau für die Stadtteile Harland und Altmannsdorf wurde bei einem Architektenwettbewerb 1997 Architekt Wolfgang Pfoser Sieger. Der Spatenstich erfolgte am 11. April 1999, die Grundsteinlegung am 9. Juli 1999. Der Rohbau wurde 1999 errichtet, der Innenausbau, die Außenanlage und der Turm folgten 2000. Die Kirche wurde am 17. September 2000 durch Diözesanbischof Kurt Krenn geweiht.

## Architektur
Der höhere Zentralraum ist verschwenkt in die Längsachse des langrechteckigen Sockelgebäudes eingespannt, welcher an das bereits bestehende Pfarrhaus angebaut wurde. Im Inneren des elliptischen Zentralraum bewirkt ein oben umlaufendes Fensterband eine schwebende Wirkung des Daches. Der schlanke Glockenturm steht frei. Das Hauptportal befindet sich im Sockelbaukörper, von einem rechteckigen Foyer erreicht man den Pfarrsaal, das Pfarrzentrum und die Kirche. Südwestlich befindet sich ein niedriger Kirchensockeltrakt mit Kreuzwegstationen nach einem Entwurf von Willi Bernhard mit hinterleuchteten Glastafelbildern, nordöstlich befindet sich eine Wochentagskapelle, mit einer gläsernen Trennwand vom Zentralraum abgegrenzt. Die Wochentagskapelle ist durch das Verschieben einer mobilen Holztrennwand zum Pfarrsaal erweiterbar. Der elliptische Zentralraum hat einen vertieften Altarbereich und als Gegenpart eine großzügige Orgelempore.
Der Sockelbaukörper wurde in Massivbauweise mit einem Sichtziegelmauerwerk errichtet, die Deckenkonstruktion besteht aus Holzleimbindern mit einem Flachdach mit Zinkblech. Der Kirchenhauptraum ist analog auch ein Massivbau, teils mit Stahlbetonscheiben und einer Übermauerung mit Durisolziegeln mit einer Flachdecke aus Holzleimbindern, die Außenverkleidung besteht aus dunkelgrau patinierten vertikal verlegten Zinkplatten. Das Kircheninnere ist stark von vertikal montierten Akustikholzelementen aus Eschenholz und der hellgrau lasierten Holzflachdecke bestimmt. Die Sockelbereiche der Kirche und Wochentagskapelle sind innenseitig verputzt und weiß ausgemalt. Der Glockenturm besteht aus zwei Stahlbetonscheiben, er trägt übereinander drei Glocken.

## Einrichtung
Die liturgischen Orte im Altarbereich mit Altar, Tabernakel, Ambo und das große hochrechteckige Auferstehungsfenster gewann beim Wettbewerb der bildende Künstler Rudolf Gritsch. Unterhalb der Orgelempore befindet sich eine zylindrische Beichtinsel als Beichtaussprachezimmer nach den Plänen von Wolfgang Pfoser. Die Marienikone „Gottesmutter der Zärtlichkeit“ schuf der Bildhauer Leo Pfisterer als byzantinischen Variante der „Gottesmutter von Vladimir“ aus dem 12. Jahrhundert.